# František Staněk (sociální demokrat)
František Staněk (3. října 1882 – ???) byl československý politik a meziválečný poslanec Národního shromáždění za Československou sociálně demokratickou stranu dělnickou.

## Biografie
Podle údajů k roku 1930 byl profesí vlakvedoucím státních drah ve výslužbě a předsedou Unie železničních zaměstnanců v Praze.
V parlamentních volbách v roce 1929 získal za Československou sociálně demokratickou stranu dělnickou poslanecké křeslo v Národním shromáždění. Na mandát rezignoval v roce 1933 a jeho křeslo pak zaujal František Dlouhý.